# Sheffield Steel
Sheffield Steel è un album di Joe Cocker. Il CD, è stato distribuito nel 1982, edito da Island Records.

## Tracce
1. Look What You've Done (Leo Nocentelli) - 4:14
2. Shocked (Ira Ingger, Gregg Sutton) - 3:13
3. Sweet Little Woman (Andy Fraser) - 4:01
4. Seven Days (Bob Dylan) - 5:23
5. Marie (Randy Newman) - 2:34
6. Ruby Lee (Bill Withers, Melvin Dunlap) - 4:24
7. Many Rivers to Cross (Jimmy Cliff) - 3:43
8. So Good, So Right (Brenda Russell) - 2:33
9. Talking Back to the Night (Steve Winwood, Will Jennings) - 4:49
10. Just Like Always (Jimmy Webb) - 3:25

### Bonus Track (edizioneThe 12 Mixes)
1. Sweet Little Woman (12" Mix) (Andy Fraser) - 5:58
2. Look What You've Done (12" Mix) (Leo Nocentelli) - 8:40
3. Right In The Middle (Of Falling In Love) (Sam Dees) - 3:45
4. Inner City Blues (Marvin Gaye) - 5:17